# Ułamek dziesiętny
Uzasadnienie: Praktyczna identyczność tematów i nieencyklopedyczna małostkowość jednego z nich przy rozdzielaniu pojęć
Ułamek dziesiętny – zapis liczby rzeczywistej w postaci ułamka, którego mianownik jest potęgą o wykładniku naturalnym liczby 10.
Ułamki dziesiętne zapisuje się bez kreski ułamkowej, za to specjalną funkcję pełni separator dziesiętny (przecinek dziesiętny lub kropka w krajach anglosaskich), który oddziela część całkowitą wartości bezwzględnej liczby od części ułamkowej tej wartości.
Kolejne miejsca po separatorze dziesiętnym oznaczają części dziesiąte, setne, tysięczne itd.
Aby z postaci dziesiętnej otrzymać postać zwykłą, wystarczy liczbę zbudowaną z cyfr na prawo od przecinka zapisać w liczniku ułamka, którego mianownik jest potęgą 10 o wykładniku równym liczbie cyfr na prawo od przecinka.
Przykłady:
{\displaystyle 0{,}345={\frac {345}{1000}}={\frac {69}{200}}}
{\displaystyle -2{,}7432=-2{\frac {7432}{10000}}=-2{\frac {929}{1250}}}
Liczbę wymierną można zapisać w postaci skończonego ułamka dziesiętnego wtedy i tylko wtedy, gdy jego nieskracalna postać ma mianownik o postaci 2n·5k, gdzie n i k są liczbami naturalnymi.